# صورتحساب الکترونیکی
صورتحساب الکترونیکی (انگلیسی: Electronic billing) یا پرداخت صورتحساب الکترونیکی، نوعی از سامانه‌های پرداخت است، که در آن یک شرکت، سازمان یا گروه، صورتحساب خود را از طریق اینترنت ارسال کرده و مشتریان به صورت الکترونیکی پرداخت می‌نمایند. در ایالات متحده آمریکا، شورای صورتحساب و پرداخت‌های الکترونیکی به عنوان زیرمجموعه ای از صندوق ملی حسابرسی خودکار، به عنوان رگلاتوری، وظیفه نظارت بر تبادل فرم‌های مختلف صورتحساب‌های الکترونیکی را برعهده دارد.